# Nonoprojekt

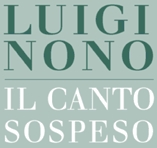
Logo Nonoprojekt

Das Nonoprojekt ist ein Projekt für Schulen in europäischen Regionen. Die Bezeichnung für das Projekt geht auf den italienischen Komponisten Luigi Nono zurück, der 1956 das Chorwerk Il canto sospeso komponierte.  Nono hat Il canto sospeso (dt. Unterbrochener Gesang) auf Basis von Abschiedsbriefen junger Menschen komponiert, die von den Nationalsozialisten ermordet wurden. Luigi Nono fand die Briefe in dem Sammelband Lettere di condannati a morte della Resistenza Europea.

## Initiative
Die Initiative zur Entwicklung des Nonoprojekts, die Komposition Il canto sospeso als Unterrichtsmaterial für Jugendliche und für Schulen in Europa filmisch umzusetzen, entstand in Zusammenarbeit mit Claudio Abbado, als dieser bei den Berliner Philharmonikern im Jahr 1990 die künstlerische Leitung übernahm. An der Realisierung des Nonoprojekts beteiligen sich außer Claudio Abbado unter anderem auch Susanne Lothar, Bruno Ganz, Angelica Ippolito, Gian-Maria Volontè, Ben Kingsley, Pia Douwes und Umberto Eco.

## Projektträger / Patronat
Das Nonoprojekt ist ein gemeinnütziges Unterrichtsprojekt der Fondazione L’Unione Europea Berlin / IncontriEuropei für Schulen in Europa. Das Patronat für das Nonoprojekt hatte zunächst Frank-Walter Steinmeier als früherer Bundesminister des Auswärtigen übernommen. Zum 1. Juni 2017 übernahm  der Präsident der Europäischen Kommission Jean-Claude Juncker auf Bitten von Hans Eichel das Patronat für das Nonoprojekt der Stiftung.
IncontriEuropei und die Fondazione L’Unione Europea Berlin stellen die Videoproduktion Luigi Nono – Il canto sospeso auf DVD in den Sprachen Italienisch, Deutsch, Englisch, Niederländisch, Französisch und Polnisch Schulen kostenfrei zur Verfügung, sich auf Basis eines künstlerischen Projekts über Fragen von Toleranz, Demokratie und Menschenrechte  fachorientiert und interdisziplinär  fächerverbindend auseinanderzusetzen. Das Video ist als unterstützendes Material für den Unterricht geeignet, insbesondere für den Projektunterricht, den Fachunterricht (u. a. Musikunterricht, Kunstunterricht, Politische Bildung, Geschichtsunterricht, Ethikunterricht), für eine themenbezogene Fächerkonzentration sowie für die Projektform des fächerverbindenden Unterricht in Verbindung mit Teamteaching.

## Projekt-Idee
Der Film mit Claudio Abbado, dem Berliner Philharmonischen Orchester, dem Rundfunkchor Berlin, den Solisten Barbara Bonney, Susanne Otto und Marek Torzewski sowie Susanne Lothar, Bruno Ganz, Angelica Ippolito, Gian-Maria Volontè, Ben Kingsley und Pia Douwes als Sprecher der Briefe zeigt zu der Musik von Luigi Nono Aufnahmen aus den Konzentrationslagern Auschwitz und Birkenau sowie Bilder von Francisco de Goya, Otto Dix, Alberto Giacometti und Pablo Picasso. Der Videofilm (Länge ca. 50 Minuten), der eine Dokumentation gegen jede Art von Diktatur, Faschismus und Gewaltanwendung ist, macht damit zugleich eine der wichtigsten Kompositionen des 20. Jahrhunderts für den Schulunterricht zugänglich. Die Initiatoren für die Projekt-Idee, das Nonoprojekt als interdisziplinäres Schulprojekt umzusetzen, sind Claudio Abbado, Jürgen Petzinger und Pedro Alcalde.

## Umberto Eco zum Nonoprojekt
Umberto Eco zu dem Nonoprojekt:

„Ich wünschte mir, dass Il canto sospeso in allen Schulen gezeigt würde – junge Leute in aller Welt würden dann verstehen, dass das, was sie in dem Video gesehen und gehört haben, tatsächlich passiert ist. Vielleicht würden sie unsere gleiche Unruhe und Angst fühlen, dass es noch einmal passieren kann. Sie würden lernen, die neuen Zeichen von Intoleranz, von Fanatismus, Brutalität und Bestialität zu erkennen.“

## Editionen
Die DVD-Videoproduktionen zu Luigi Nono – Il canto sospeso (Format DVD 9) sind dokumentiert als
- deutsche Fassung mit Bruno Ganz, Susanne Lothar und Umberto Eco
- italienische Fassung mit Angelica Ippolito, Gian-Maria Volontè und Umberto Eco
- englische Fassung mit Ben Kingsley
- niederländische Fassung mit Pia Douwes
- französische Fassung mit Schülerinnen und Schülern des Lycée de L’Essouriau des Ulis
- deutsche Fassung (2015) mit Schülerinnen des Friedrich Ebert Gymnasium, Berlin-Wilmersdorf
- polnische Fassung (2016) mit Schülerinnen und Schülern des 2. Liceum in Świdnica

## Auszeichnungen
- 2004: Förderpreise der Ernst von Siemens Musikstiftung
- 2008: Preis des Denkt@ges der Konrad-Adenauer-Stiftung, für die Umsetzung des Nonoprojekts an der Internatsschule Schloss Hansenberg[5]

## Chronologie Nonoprojekt / Netzwerk „Le Scuole di Pace“
- Dezember 1992: Aufführung von Il canto sospeso von Luigi Nono in der Berliner Philharmonie unter der Leitung von Claudio Abbado, mit Susanne Lothar und Bruno Ganz als Sprecher der Brieftexte. Videoproduktion der deutschen Fassung für Schulen
- Juni 1994: Produktion der italienischen Videofassung Il canto sospeso mit Angelica Ippolito und Gian-Maria Volontè in Montesole / Marzabotto (Provincia di Bologna)
- Sommer 1996: Gründung von IncontriEuropei in Berlin
- Herbst 1996: Entwicklung der Ausstellung Interpretationen zu Luigi Nonos Il canto sospeso durch den Fachbereich Design der Fachhochschule München
- März 1997: Vorführung der Videoproduktion Luigi Nono – Il canto sospeso in der Kunsthalle der Bundesrepublik Deutschland, Bonn – in Zusammenarbeit mit der Italienischen Botschaft sowie mit Umberto Eco
- September 1999: Produktion der englischen Filmfassung mit Ben Kingsley (Chipping-Norton) in Zusammenarbeit mit der Villa Aurora (Los Angeles) und dem Auswärtigen Amt (Berlin)
- April 2001: Unterzeichnung eines Letter of Intent durch Hans Eichel und Vittorio Prodi zur Gründung der „BGB Stiftung Fondazione L’Unione Europea Berlin“ als Projektträger des Nonoprojekts, in Frankfurt am Main
- Dezember 2005: Produktion der niederländischen Filmfassung mit Pia Douwes, Amsterdam
- November 2006: Die beiden Außenminister Deutschlands und Italiens, Frank-Walter Steinmeier und Massimo D’Alema, übernahmen das Patronat für das Nonoprojekt und das Netzwerk Le Scuole di Pace
- April 2011: Programmierung des interaktiven Internetportals zum Nonoprojekt, gefördert durch die Stiftung Deutsche Klassenlotterie Berlin DKLB[6]
- Januar 2013: Übernahme des Nonoprojekts in die Virtuelle Fachbibliothek Musikwissenschaft der Bayerischen Staatsbibliothek[7]
- Februar 2013: Sonderedition der DVD unter dem Patronat von Außenminister Guido Westerwelle für deutsche Schulen im Ausland (Auflage: 7500); die Edition, gewidmet dem italienischen Staatspräsidenten Giorgio Napolitano und Claudio Abbado, wurde Napolitano anlässlich seines Besuches im Februar 2013 in Berlin durch Joachim Gauck überreicht[8]
- Juni 2013: DVD-Produktion der französischen Filmfassung mit Schülern des Lycée de L’Essouriau des Ulis[9] für Schulen in Frankreich
- April 2015: DVD-Produktion einer aktualisierten deutschen Fassung mit Schülerinnen des Friedrich-Ebert-Gymnasiums in Berlin-Wilmersdorf[10]
- Juni 2016: DVD-Produktion der polnischen Filmfassung mit Schülerinnen und Schülern des 2. Liceum in Świdnica[11]